# قره سراي
قره سراي
دار المملكة أو دار الحكم كما عرفت قصر يقع في مدينة الموصل في محافظة نينوى في شمال العراق على الضفة الغربية لنهر دجلة في الجانب الأيمن من المدينة بناها الاتابكيون وسكنها الحمدانيون والعقيليون وكل من حكم الموصل.

## تسميتها
لم يكن قره سراي اسم القصر عند بناءه بل كان يطلق على القصر اق سراي وهي كلمة تركية تتالف من مفردتي (اق-ابيض) و (سراي-القصر) أي القصر الأبيض نسبة إلى بياض القصر الذي بني من مادة الجص الأبيض وجمال القصر وروعته واما تسميته بقره سراي وذلك بعد دخول هولاكو الموصل وحراقه للقصر فسمي بقره سراي أي القصر الأسود.

## تاريخ القصر
يرجع تاريخ إلى عهد الدولة العباسيى ويقال انه امر ببناءه عماد الدين زنكي 1127-1261 م واستغلها بدر الدين لؤلؤ بعد ولاية نور الدين ارسلان الزنكي الاتابكي وحكم الموصل ووسع القصر ونقش على جدران القصر القابه التي بقت إلى وقتنا الحالي وصورة له وهو جالس قد وصلت عبر كتب التاريخ بعد ان خربت من على جدران القصر.

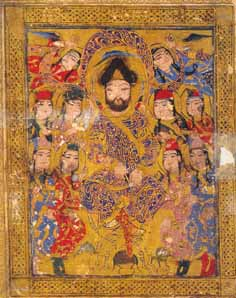
بدرالدين لؤلؤ

## بناء القصر
ذكر في المصادر التاريخية عن ضخامة القصر الذي كان يحتوي على العديد من الغرف واطلالة على مزارع التي كانت تقابل القصر ولم يبق من قره سراي سوى ايوانين ونفق يتصل بسورالموصل وقد نقش علو واجهة القصر بيتين من الشعر كما ذكر المؤرخ سعيد الديؤجي
لو انصفوا، انصفوا لكن بغو فبغى عليهم الدهر بالاحزان والمحن
فاصبحوا ولسان الحال ينشدهم هذا بذاك ولا عشب على الزمن
وقد ذكر الرحالة (نيهيوهر) في عام 1766م اثناء رحلته ووجد فيها ثمانين إلى مئة تمثال غالبها مقطوعة الرؤوس تقف متتالية على صف طويل، مشبوكة الأيدي على الصدر وتتشابه كثيرا كأنما صبت بقالب واحد.

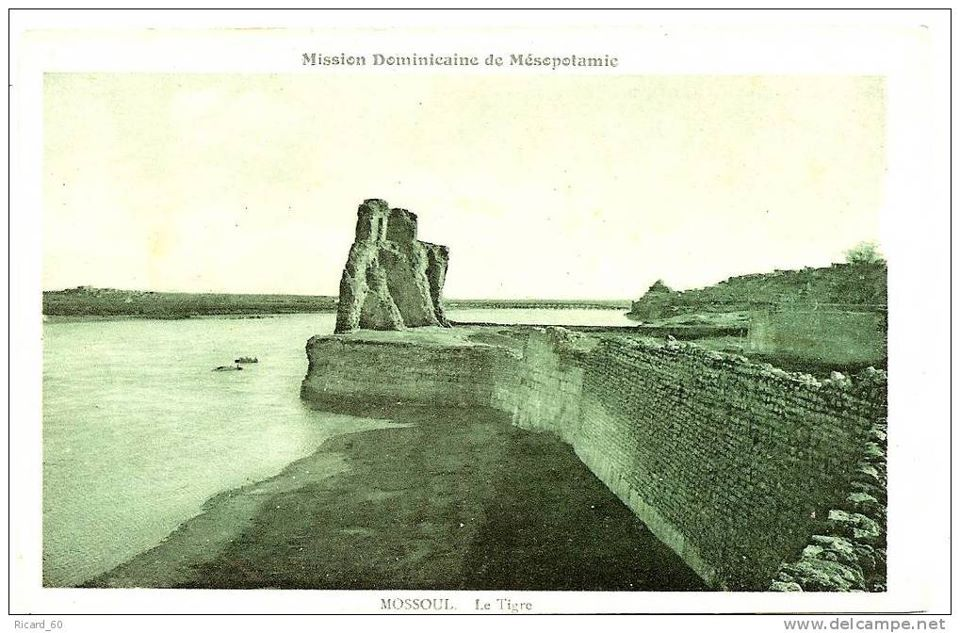
قره سراي - صورة نادرة